# TJ Sokol Písek
T.J. Sokol Písek je sportovní oddíl z Písku, založený roku 1868.

## Vznik píseckého Sokola
K založení Sokola Písek došlo 12. července 1868. Založení připomíná pamětní deska.  Ke vzniku píseckého Sokola napomohly dvě události.
První z nich bylo zvolení staročecha Tomáše Šobra za starostu města v únoru 1866. Druhým podnětem pro vznik sokolské jednoty byl průchod příbramských Sokolů Pískem. Sokol Příbram (založen roku 1862) totiž uspořádal v červenci 1867 výlet na Zvíkov, jehož trasa vedla i přes Písek. Zde byli příbramští sokolové ubytováni a na jejich počest byl večer uspořádán ples. Po jejich návštěvě v mnohých hlavách píseckých vlastenců vznikla myšlenka, že je nutné, aby i Písek měl své vlastní Sokoly. Proto byla ihned podána žádost o povolení vlastní tělocvičné jednoty. Ovšem stanovy sokolské jednoty byly místodržitelstvím po průtazích schváleny až na konci roku 1867.
Ustavující schůze, na které byla tělocvičná jednota Sokol Písek právoplatně založena, se nakonec konala 12. července 1868. Zakládajícími členy byly například Tomáš Šobr, Max Hájek či Hynek Macner. Starostou Sokola Písek (nejvyšší post písecké jednoty) byl zvolen tehdejší starosta města Tomáš Šobr.

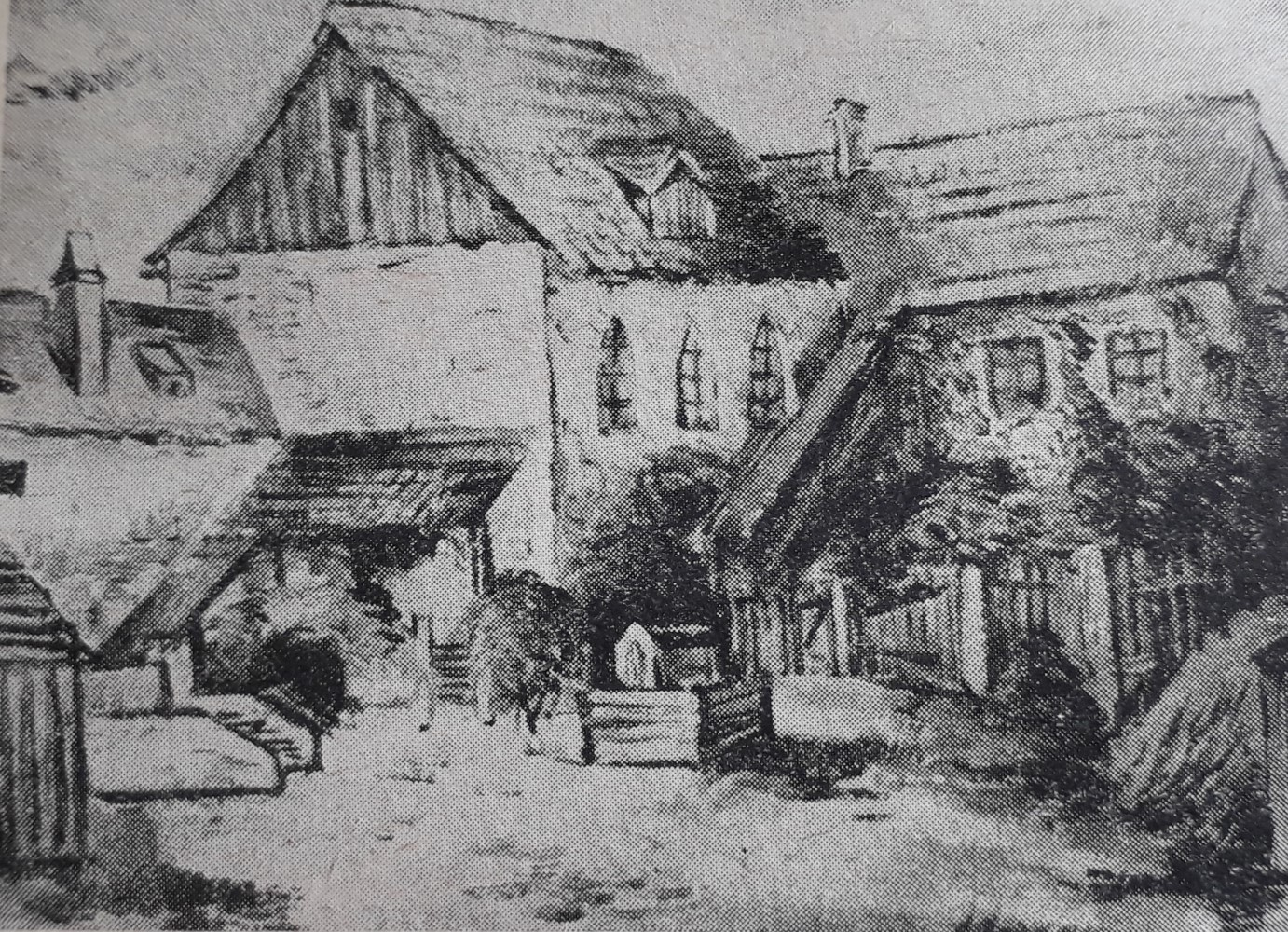
Divadelní sál U Radášů

Na místo cvičitele byl přijat Josef Ošťádal – dosavadní náměstek náčelníka pražského Sokola Miroslava Tyrše. Stal se tak prvním cvičitelem Sokola Písek a byl zvolen i jako jeho první náčelník (druhý nejdůležitější post píseckého Sokola). Po jeho příchodu mohlo započít trénování píseckých Sokolů. První cvičení se konalo 15. října 1868 ve starém divadelním sále U Radášů – č. p. 101 v dnešní Heydukově ulici. Sál byl pronajat nejen pro Sokol, ale i pro školy, soukromníky a šermíře. V dalším roce již mohl písecký Sokol cvičit v tělocvičně na písecké reálce.
Jednota v roce 1869 uspořádala výlet s veřejným cvičením na Hradiště a zúčastnila se také zájezdu do Husince, kde byla odhalena deska rodného domu Mistra Jana Husa. Odhalení se odehrálo za přítomnosti Františka Palackého a Františka Ladislava Riegera.
V červnu 1869 Tomáš Šobr neobhájil svou pozici starosty města a následkem toho opustil i funkci starosty Sokola Písek. Změna na městské radnici měla vliv i na chod písecké jednoty. Počet členů i cvičících Sokolů radikálně poklesl. Vyskytly se tak snahy spojit Sokol s hasičským sborem, ale proti tomu se postavil nově zvolený starosta Sokola Max Hájek.
Rok 1870 přinesl vznik speciálních cvičení pro pokročilé členy, kteří se po výcviku mohli stát cvičiteli píseckých Sokolů. Výcvik cvičitelů a jejich jmenování řídil Josef Ošťádal. Ten byl kromě výborného cvičitele i takovým nadšencem do Sokola, že se dokonce v květnu vzdal jednoho svého měsíčního platu, aby pořídil potřebné gymnastické nářadí do tělocvičny.
Na začátku roku 1871 starosta Sokola Max Hájek navrhl, aby se i v Písku po vzoru jiných jednot konaly Šibřinky (sokolský masopustní maškarní ples). Uskutečnily se nakonec v únoru a od té doby se konaly každoročně. Jednota se tento rok vydala do Sušice na slavnostní svěcení praporu pěveckého spolku. Tato akce se stala (stejně jako v Písku příchod příbramského Sokola) podnětem k založení sušické sokolské jednoty následujícího roku 1872.
Josef Ošťádal se na podzim roku 1871 pokoušel o zřízení sokolské župy (propojení sokolských jednot v Jihočeském kraji) v Písku. Ovšem bez úspěchu. V ten rok také Ošťádal Písek opustil. Odcházel totiž do Klatov, kde dostal učitelské místo na gymnáziu. Písek tak přišel o svého prvního sokolského náčelníka, prvního cvičitele Sokolů, prvního učitele tělocviku a velkého sokolského nadšence, bez jehož aktivní pomoci by písecký Sokol brzy po svém založení zanikl. Písečtí ho v roce 1882 společně s Tomášem Šobrem jmenovali čestným členem píseckého Sokola. Na Ošťádalovo místo náčelníka Sokola Písek nastoupil Antonín Kalous. 
Na přelomu 19. a 20. století organizovala Česká obec sokolská pomoc svým jednotám v místech s německou většinou. Jednota Sokol Písek byla tzv. „ochranitelkou“ českého Sokola v Prachaticích a napomáhala zejména organizací finanční pomoci při výstavbě prachatického Národního domu a jeho udržení v českých rukách.

## Vznik písecké sokolovny

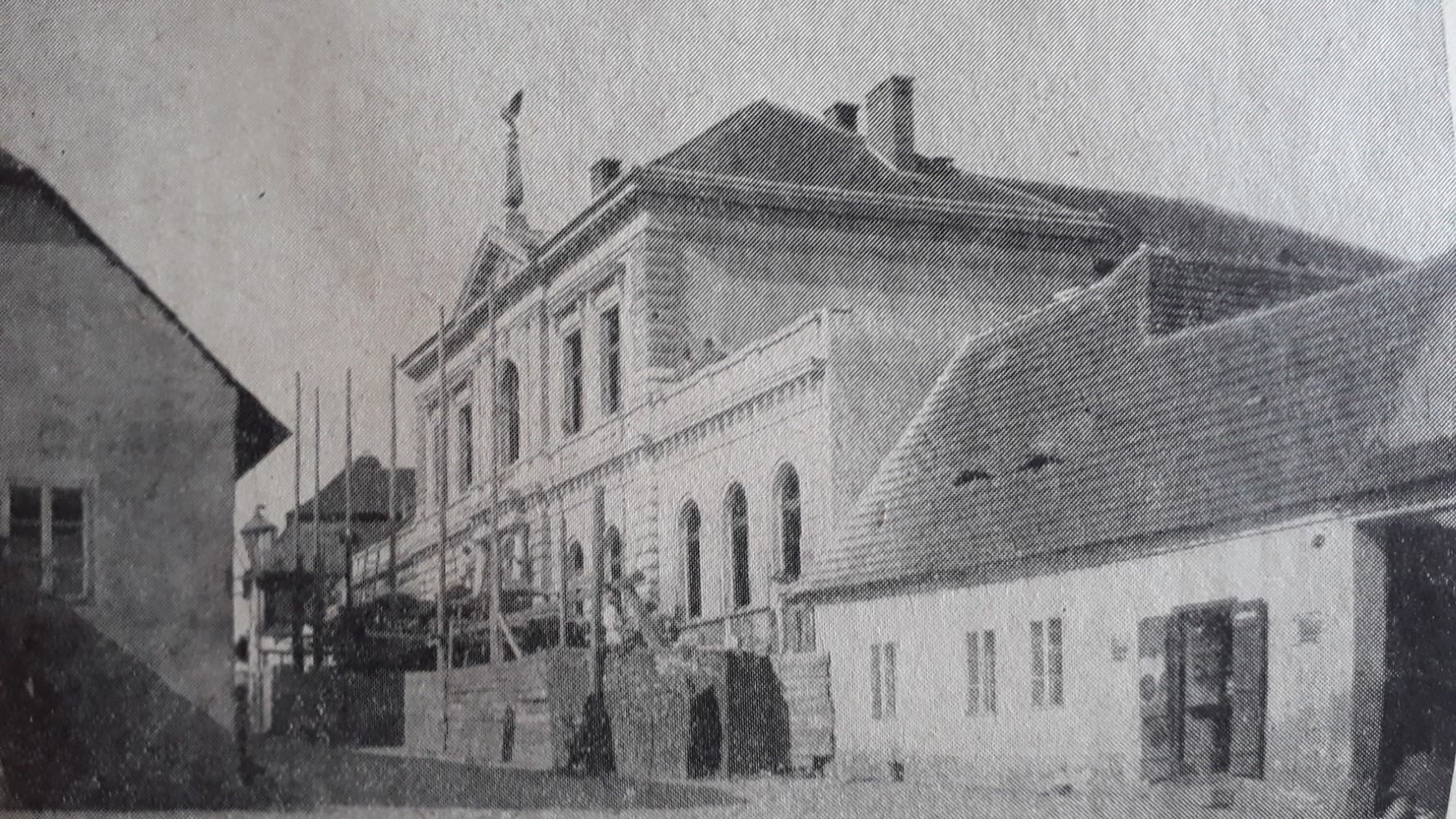
Písecká sokolovna před dokončením

V roce 1875 museli písečtí sokolové opustit tělocvičnu reálky, ve které do té doby cvičili. Důvodem byla přestavba celé její budovy. Písecká jednota měla začít cvičit v nově postavené reálce v Komenského ulici, ovšem městský úřad na poslední chvíli své původní povolení odvolal.
Sokol Písek tedy musel cvičit v malé bývalé učebně ve školní budově na dnešním Alšově náměstí (dnešní knihovna). V roce 1891 poskytlo město Sokolu divadelní sál. Cvičení však byla často narušována různými podniky a divadly.
Není divu, že sokolové v Písku volali čím dál více po nové tělocvičně. První sbírka s heslem „Na novou tělocvičnu“ se uskutečnila již v září 1885 na sokolském večírku. Později byly zavedeny i pravidelné měsíční příspěvky. Celkové náklady na stavbu a vybavení přesáhly 25 tisíc zlatých, přičemž 2500 zlatých přidalo obecní zastupitelstvo a 1500 zlatých spořitelna.
V roce 1890 již bylo možné zakoupit pozemky. Stavební projekt sokolovny vypracoval Ing. Ludvík Čížek z Prahy. Položení základního kamene v květnu 1895 se zúčastnili členové píseckého Sokola i jiných spolků, zástupci města, a i sokolové z okolních jednot. Slavnostní otevření písecké sokolovny jako první sokolovny v kraji se uskutečnilo v srpnu 1896, činnost Sokola zde byla zahájena 20. září veřejným cvičením.

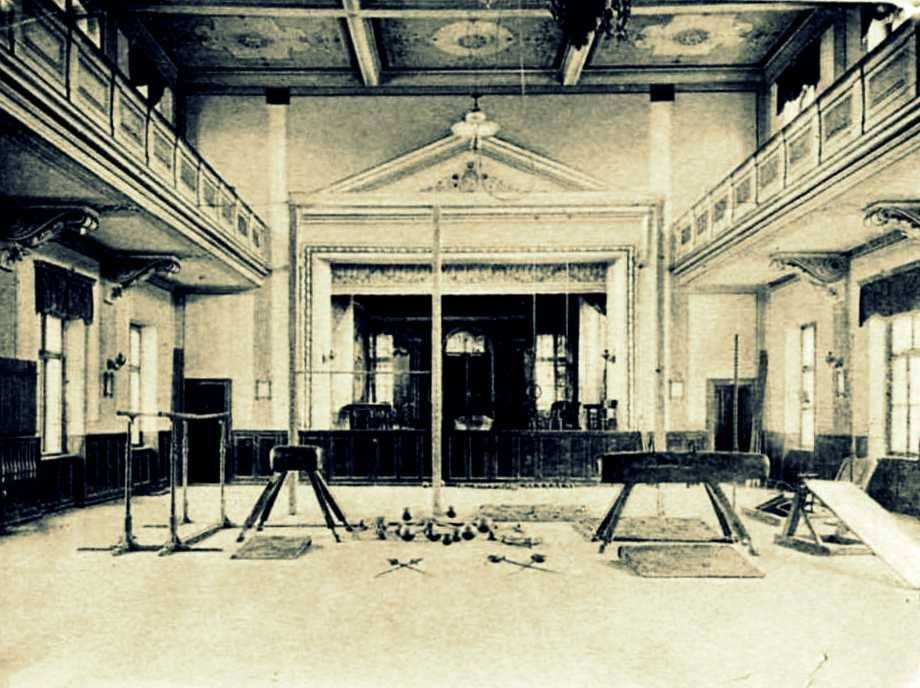
Písecká sokolovna - interiér

Sokolovnu tvořil neoklasicistní cvičební sál s kazetovým stropem a s malbou provedenou malířem Aloisem Hončem ze Strakonic. Ve své době vynikala svojí vzdušností a světlostí. Kromě přirozeného osvětlení byl sál ozařován také petrolejovými lampami a velkou obloukovou, elektrickou lampou zavěšenou uprostřed sálu. Cvičilo se zde především na hrazdě, bradlech, kruzích, dále pak prostná a skoky přes kozu a koně. Vybavení sálu umožňovalo také šplh na laně a cvičení na žebřících. Kromě nářaďového tělocviku byl sál později využíván také k volejbalu a košíkové.
V dalších letech byla při opravách podlahy zavedena do šatny voda a byly zřízeny sprchy. V roce 1902 se zavedlo elektrické osvětlení a v roce 1910 byl přistaven malý sál. Na pár let zde byla otevřena veřejná knihovna a hrálo se zde také divadlo. 

## Současná činnost T.J. Sokol Písek
V T.J. Sokol Písek působí v současnosti (2022) oddíly všestrannosti pro různé kategorie a sportovní oddíly pro tyto sporty: aerobik, basketbal, bojové sporty, házená, kanoistika, kuželky, stolní tenis, šerm, fotografie, volejbal. 

## Oddíl házené
Tým žen aktuálně nastupuje v nejvyšší česko-slovensko-polské soutěži, které se jmenuje MOL liga. 
V roce 2009 se tým žen poprvé představil v evropském poháru, který nesl název Challenge Cup. Celkově ženský tým nastoupil v Evropě do pěti ročníků, naposledy v sezóně 2021/2022.
Mládežnické oddíly pravidelně nastupují v nejvyšších soutěžích Českého svazu házené.

### Historie v nejvyšší soutěži žen
Do nejvyšší soutěže tým postoupil v roce 2005. V té době se jednalo o společnou česko-slovenskou soutěž pod název WHIL (Women Handball International League). Historickým maximem je 3. místo mezi českými týmy, které družstvo pod vedením trenéra Jana Slavíka vybojovalo v sezóně 2011/2012.  Z další medaile se písecké házenkářky radovaly až po dvanácti letech v sezóně 2023/2024 kdy po prohraném semifinále s DHK Baník Most v sérii o třetí místo porazily pražskou Slavii a dorovnaly zatím tak svůj největší úspěch. 
| Ročník      | Soutěž   | Umíštění v soutěži | Umístění v ČR |
| ----------- | -------- | ------------------ | ------------- |
| 2005 - 2006 | WHIL     | 10. místo          |               |
| 2006 - 2007 | WHIL     | 9. místo           | 4. místo      |
| 2007 - 2008 | WHIL     | 10. místo          | 5. místo      |
| 2008 - 2009 | WHIL     | 8. místo           | 4. místo      |
| 2009 - 2010 | WHIL     | 7. místo           | 4. místo      |
| 2010 - 2011 | WHIL     | 9. místo           | 5. místo      |
| 2011 - 2012 | WHIL     | 5. místo           | 3. místo      |
| 2012 - 2013 | WHIL     | 11. místo          | 6. místo      |
| 2013 - 2014 | WHIL     | 10. místo          | 6. místo      |
| 2014 - 2015 | WHIL     | 10. místo          | 7. místo      |
| 2015 - 2016 | WHIL     | 13. místo          | 7. místo      |
| 2016 - 2017 | WHIL     | 12. místo          | 6. místo      |
| 2017 - 2018 | MOL liga | 10. místo          | 7. místo      |
| 2018 - 2019 | MOL liga | 10. místo          | 6. místo      |
| 2019 - 2020 | MOL liga | 7. místo           | 5. místo      |
| 2020 - 2021 | MOL liga | 9. místo           | 5. místo      |
| 2021 - 2022 | MOL liga | 7. místo           | 6. místo      |
| 2022 - 2023 | MOL liga | 6. místo           | 4. místo      |
| 2023 - 2024 | MOL liga | 6. místo           | 3. místo      |
| 2024 - 2025 | MOL liga | 6. místo           | 4. místo      |

### Historie v evropských pohárech
| Ročník      | Soutěž           | Kolo        | Soupeř                  | 1. utkání | 2. utkání | Celkem |
| ----------- | ---------------- | ----------- | ----------------------- | --------- | --------- | ------ |
|             |                  |             |                         |           |           |        |
| 2009 - 2010 | Challenge Cup    | 2. kolo     | ZRK Illidža             | 40:24     | 40:24     | 40:24  |
| 2009 - 2010 | Challenge Cup    | 2. kolo     | WHC Biseri              | 31:32     | 31:32     | 31:32  |
| 2009 - 2010 | Challenge Cup    | 2. kolo     | Bizztravel Dalfsen      | 30:26     | 30:26     | 30:26  |
| 2009 - 2010 | Challenge Cup    | 3. kolo     | HC Metalurg             | 24:30     | 27:33     | 51:63  |
|             |                  |             |                         |           |           |        |
| 2010 - 2011 | Challenge Cup    | Osmifinále  | ABU Baku                | 33:29     | 35:26     | 68:55  |
| 2010 - 2011 | Challenge Cup    | Čtvrtfinále | HandbalAcademia         | 26:26     | 27:35     | 53:61  |
|             |                  |             |                         |           |           |        |
| 2011 - 2012 | Challenge Cup    | 2. kolo     | HC Druts                | 39:29     | 39:29     | 39:29  |
| 2011 - 2012 | Challenge Cup    | 2. kolo     | ŽRK Zrinski Mostar      | 33:22     | 33:22     | 33:22  |
| 2011 - 2012 | Challenge Cup    | 2. kolo     | KSS Kielce              | 37:32     | 37:32     | 37:32  |
| 2011 - 2012 | Challenge Cup    | 3. kolo     | SSV Dornbirn Schoren    | 49:24     | 32:11     | 81:35  |
| 2011 - 2012 | Challenge Cup    | Osmifinále  | Muratpasa Belediyesi SK | 29:37     | 31:37     | 60:74  |
|             |                  |             |                         |           |           |        |
| 2012 - 2013 | Challenge Cup    | Osmifinále  | DHK Baník Most          | 15:29     | 20:34     | 35:63  |
|             |                  |             |                         |           |           |        |
| 2021 - 2022 | EHF European Cup | 2. kolo     | HRK Grude               | 38:27     | 38:27     | 38:27  |
| 2021 - 2022 | EHF European Cup | 3. kolo     | DHC Slavia Praha        | 34:35     | 27:22     | 61:57  |
| 2021 - 2022 | EHF European Cup | Osmifinále  | IBV Vestmannaeyjar      | 20:27     | 29:33     | 49:60  |

### Odchovankyně v národní reprezentaci
- Kateřina Keclíková
- Barbora Raníková
- Iveta Luzumová
- Alena Stellnerová
- Michaela Borovská
- Veronika Malá
- Sára Kovářová